# Tina McIntyre
Tina McIntyre, es un personaje ficticio de la serie de televisión británica Coronation Street, interpretada por la actriz Michelle Keegan desde el 7 de enero del 2008, hasta ahora. 

## Biografía
En el 2011 Tina convence a su novio Graeme Proctor de casarse con su amiga Xin Chiang para que no la deportaran, sin embargo las cosas salen mal cuando Graeme termina enamorándose de Xin y deciden mudarse, dejando a Tina destrozada.
Cuando Rob Donovan descubre que Tina había estado teniendo una aventura con Peter Barlow, el esposo de su hermana Carla Donovan decide confrontarla, cuando la visita le ordena que no le diga nada a su hermana sobre su aventura pero cuando Tina lo amenaza con llamar a la policía y exponer sus estafas con Tracy Barlow, Rob la sigue techo donde terminan teniendo un enfrentamiento y Rob la empuja lo que ocasiona que Tina pierda el equilibrio y se caiga del edificio, en el hospital los doctores intentan salvarla pero Tina muere debido a sus heridas.